# 1a etapa del Tour de França de 2009

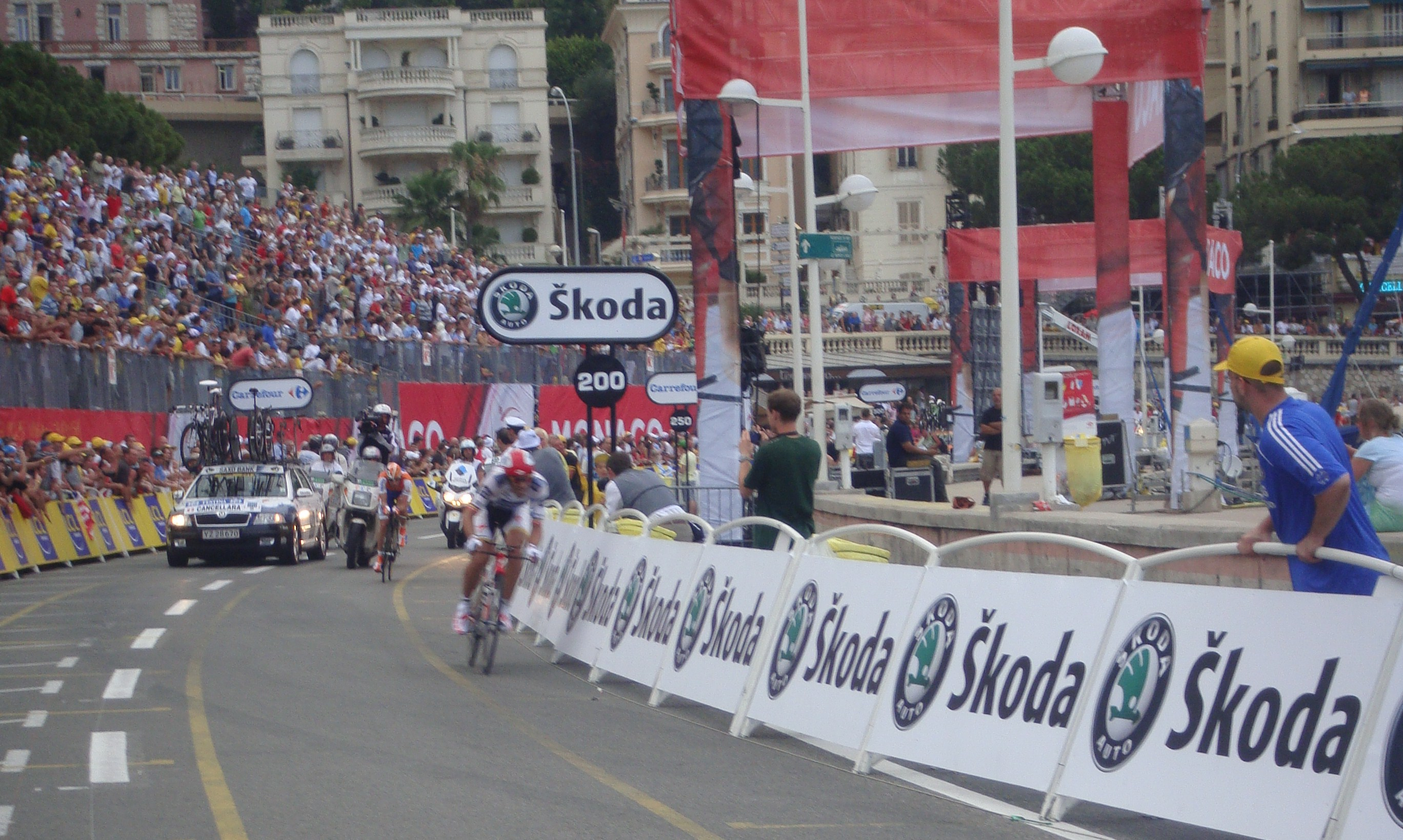
Fabian Cancellara, vencedor de la 1a etapa del Tour de França de 2009

La 1a etapa del Tour de França de 2009 es disputà el dissabte 4 de juliol de 2009 sobre un recorregut de 15 km en format de contrarellotge individual. El vencedor de l'etapa i primer líder de la present edició fou el suís Fabian Cancellara (Team Saxo Bank).

## Perfil de l'etapa
Mònaco és la vila de sortida i d'arribada d'aquesta etapa, però més de la meitat del recorregut es realitza en territori francès. El recorregut de l'etapa no és gens senzill, ja que a banda de tractar-se d'un traçat eminentment urbà cal destacar l'existència d'una dificultat muntanyosa de 4a categoria al km 7 d'etapa, que culmina a 205 msnm. A partir d'aquest punt el recorregut té tendència a baixar fins a arribar altra vegada a nivell de mar. Una part de l'etapa passa pel circuit de Fórmula 1 de Montecarlo.

## Desenvolupament de l'etapa
Els principals favorits a la sortida d'aquesta contrarellotge ere el suís Fabian Cancellara (Team Saxo Bank), l'espanyol Alberto Contador (Team Astana), recent vencedor del Campionat d'Espanya de l'especialitat, el britànic Bradley Wiggins (Garmin-Slipstream) o l'alemany Bert Grabsch (Team Columbia-HTC), campió del món vigent.
La sortida fou donada pel príncep Albert II de Mònaco, en presència de Rama Yade, Secretària d'Estat d'Esports francesa, i de Christian Prudhomme, director del Tour. El primer a sortir fou el neerlandès Kenny van Ummel.
Lance Armstrong, set vegades campió del Tour, tornà a prendre part en una etapa de la cursa francesa després de 4 anys d'absència. Fou un dels primers a sortir, aconseguint situar-se entre els deu primers classificats finals. Durant una bona estona Levi Leipheimer ocupà la primera posició provisional, fins que el seu company Andreas Klöden el superà, sent el primer ciclista a baixar dels 20 minuts. El vencedor final fou un dels grans favorits, el suís Fabian Cancellara que s'imposà amb un temps de 19' 32" a Alberto Contador i Bradley Wiggins. Cancellara havia passat pel cim del port a 6" de Contador, però en el descens demostrà les seves qualitats en la contrarellotge.
Contador, en haver fet el millor temps a la cota de Beausoleil, es vestí amb el mallot de la muntanya.
Entre els grans damnificats de l'etapa cal destacar a Denís Ménxov, superat per Cancellara en els darrers metres.

## Ports de muntanya
- Cota de Beausoleil. 205m. 4a categoria (km 7,5) (7,2 km al 2,7%)

| 1r | Alberto Contador | 3 pts |
| 2n | Tony Martin      | 2 pts |
| 3r | Bradley Wiggins  | 1 pts |

## Classificació de l'etapa
|    | Ciclista          | Equip                 | Temps   |
| -- | ----------------- | --------------------- | ------- |
| 1  | Fabian Cancellara | Team Saxo Bank        | 19' 32" |
| 2  | Alberto Contador  | Astana Qazaqstan Team | + 18"   |
| 3  | Bradley Wiggins   | Garmin-Slipstream     | + 19"   |
| 4  | Andreas Klöden    | Astana Qazaqstan Team | + 22"   |
| 5  | Cadel Evans       | Silence-Lotto         | + 23"   |
| 6  | Levi Leipheimer   | Astana Qazaqstan Team | + 30"   |
| 7  | Roman Kreuziger   | Liquigas              | 32"     |
| 8  | Tony Martin       | Team Columbia-HTC     | + 33"   |
| 9  | Vincenzo Nibali   | Liquigas              | + 37"   |
| 10 | Lance Armstrong   | Astana Qazaqstan Team | + 40"   |

## Classificació general
|    | Ciclista          | Equip             | Temps   |
| -- | ----------------- | ----------------- | ------- |
| 1  | Fabian Cancellara | Team Saxo Bank    | 19' 32" |
| 2  | Alberto Contador  | Team Astana       | + 18"   |
| 3  | Bradley Wiggins   | Garmin-Slipstream | + 19"   |
| 4  | Andreas Klöden    | Team Astana       | + 22"   |
| 5  | Cadel Evans       | Silence-Lotto     | + 23"   |
| 6  | Levi Leipheimer   | Team Astana       | + 30"   |
| 7  | Roman Kreuziger   | Liquigas          | 32"     |
| 8  | Tony Martin       | Team Columbia-HTC | + 33"   |
| 9  | Vincenzo Nibali   | Liquigas          | + 37"   |
| 10 | Lance Armstrong   | Team Astana       | + 40"   |

## Classificacions annexes

### Classificació per punts
| Classificació per punts | Total  |
| ----------------------- | ------ |
| Fabian Cancellara       | 15 pts |
| Alberto Contador        | 12 pts |
| Bradley Wiggins         | 10 pts |

### Classificació de la muntanya
| Classificació de la muntanya | Total |
| ---------------------------- | ----- |
| Alberto Contador             | 3 pts |
| Tony Martin                  | 2 pts |
| Bradley Wiggins              | 1 pt  |

### Classificació del millor jove
| Classificació del millor jove | Total   |
| ----------------------------- | ------- |
| Roman Kreuziger               | 20' 04" |
| Tony Martin                   | + 1"    |
| Vincenzo Nibali               | + 5"    |

### Classificació per equips
| Classificació per equips | Total   |
| ------------------------ | ------- |
| Astana Qazaqstan Team    | 59' 46" |
| Team Saxo Bank           | + 31"   |
| Garmin-Slipstream        | + 44"   |

## Abandonaments
No hi hagué cap abandonament.